# Kritický design
Kritický design (nebo také spekulativní design) je tvůrčí přístup jehož záměrem je vytvářet a sdílet kritické perspektivy, podněcovat veřejnou debatu a směřovat tak pozornost k společenským, kulturním, politickým nebo etickým problémům. Jde o proces definovaný spíše záměrem než formou výstupu, a tak zasahuje nejen do kreativních disciplín jako je průmyslový design, móda, architektura, herní design nebo grafický design, ale bývá uplatňován i v některých oblastech volného výtvarného umění.

## Funkce a definice
Kritický design se opírá o názory vyplývající z okruhu Frankfurtské školy, zejména o Kritickou teorii a tvrzení, že kritické myšlení dovoluje lidem se osvobodit od ideologické pasti a umožňuje jim činit informovaná rozhodnutí. Podle teoretika designu Ezia Manziniho kritický designer používá své dovednosti, aby vytvářel scénáře alternativních budoucností, které následně vizualizoval a učinil je srozumitelné pro veřejnost. Na Manziniho navazuje Anthony Dunne, který tvrdí, že kritický design řeší pasivitu společnosti a její neschopnost vidět alternativy k současným životním podmínkám, což jí brání v představivosti, snění a cíleném směřování pokroku. V tomto smyslu lze kritický design vnímat jako formu sociálního výzkumu snažící se skrze konceptuální objekty ilustrovat opomíjené dopady technologického, vědeckého, ekonomického nebo politického pokroku do každodenního života. Úspěšný kritický design je takový, který srozumitelně prezentuje probíhající či budoucí společenské, kulturní, politické nebo etické změny, a tím podporuje možnost demokratické volby o dalším vývoji společnosti.
Kritický design je protikladem tzv. souhlasného designu (affirmative design), jenž se zaměřuje na plnění utilitárních či komerčních cílů a často je redukován na pouhé estetické dotváření objektů.

## Formy
Kritický design zasahuje do různých kreativních oborů jako je průmyslový design, móda, architektura, herní design, grafický design či některé oblasti volného umění, a tedy i jeho výstupy mohou mít velmi rozdílnou formální podobu. Přesto existují určité způsoby práce a vlastnosti, které jsou pro tato díla charakteristická. Patří mezi ně balancování na hranici umění, designu a vědy, stejně jako humor, satira, nadsázka, provokace, využívání symboliky, napadání předsudků a stereotypů či spektakulárnost výsledných objektů.

## Historie
Termín kritický design poprvé použil Anthony Dunne v knize Hertzian Tales (1999) a dále rozpracován stejným autorem v knize Design Noir: The Secret Life of Electronic Objects (2001). Podobné přístupy však lze sledovat i dříve v historii, mj. u italského Radikálního designu v 60. a 70. letech nebo u skupin Archigram, Memphis či Droog design.

## Kritika kritického designu
Jeden ze směrů kritiky připomíná přílišnou zakotvenost kritického designu v bohaté společnosti západního světa, která soustředí pozornost zejména na potíže této části Země a zanedbává, zkresluje nebo nepatřičně zjednodušuje problémy rozvojových částí planety. Například projekt Republic of Salivation, designerů Michael Burton a Michiko Nitta prezentovaný v rámci výstavy Design a Violence (MoMA, 2005) vykresloval “dystopický” přelidněný svět v němž je život lidí závislý na nutričních blocích jídla distribuovaných státem. Neschopnost designerů reflektovat fakt, že velmi podobným způsobem žijí na světě miliony lidí se stala emblém určité naivity tohoto tvůrčího přístupu.
Podle Camerona Tonkinwise může další problém představovat (ne)vhodnost médií s nimiž kritický design pracuje. Reflexe výstupů často nedokáže překročit práh instituce nebo prostředí v němž vznikla. Diskuze mívá podporu v vědeckém prostředí, v galeriích, školách a dalších svobodných místech. Jen zřídka však ale proniká do širšího diskurzu.